# 木村こてん
木村 こてん（きむら こてん 、4月26日 - ）は、日本の女性声優。以前はオフィスCHKに所属していた。茨城県出身。

## 出演
太字はメインキャラクター。

### テレビアニメ
- デジモンフロンティア（ジャリモン）
- フルーツバスケット（女の子A、プリンスユキ2年）

### ゲーム
- Iris 〜イリス〜（由比飛鳥）
- シェンムー 一章横須賀（三島恵）
- テレネッツァ（その他、人々）
- てんたま -1st Sunny Side-（田中悠里、相沢早智子）
- ぷらすぷらむ（テオ）
- ヘブンストラーダ（ルリア・マリアージュ・グランドール）
- マジデスファイト!（シェーナ）

### 吹き替え

#### 映画
- 犬いなる遺産
- 硝子のジェネレーション 香港少年激闘団
- 真・三国志  天地戦乱（小喬〈李衛紅〉）